# Monrepos (Wyborg)

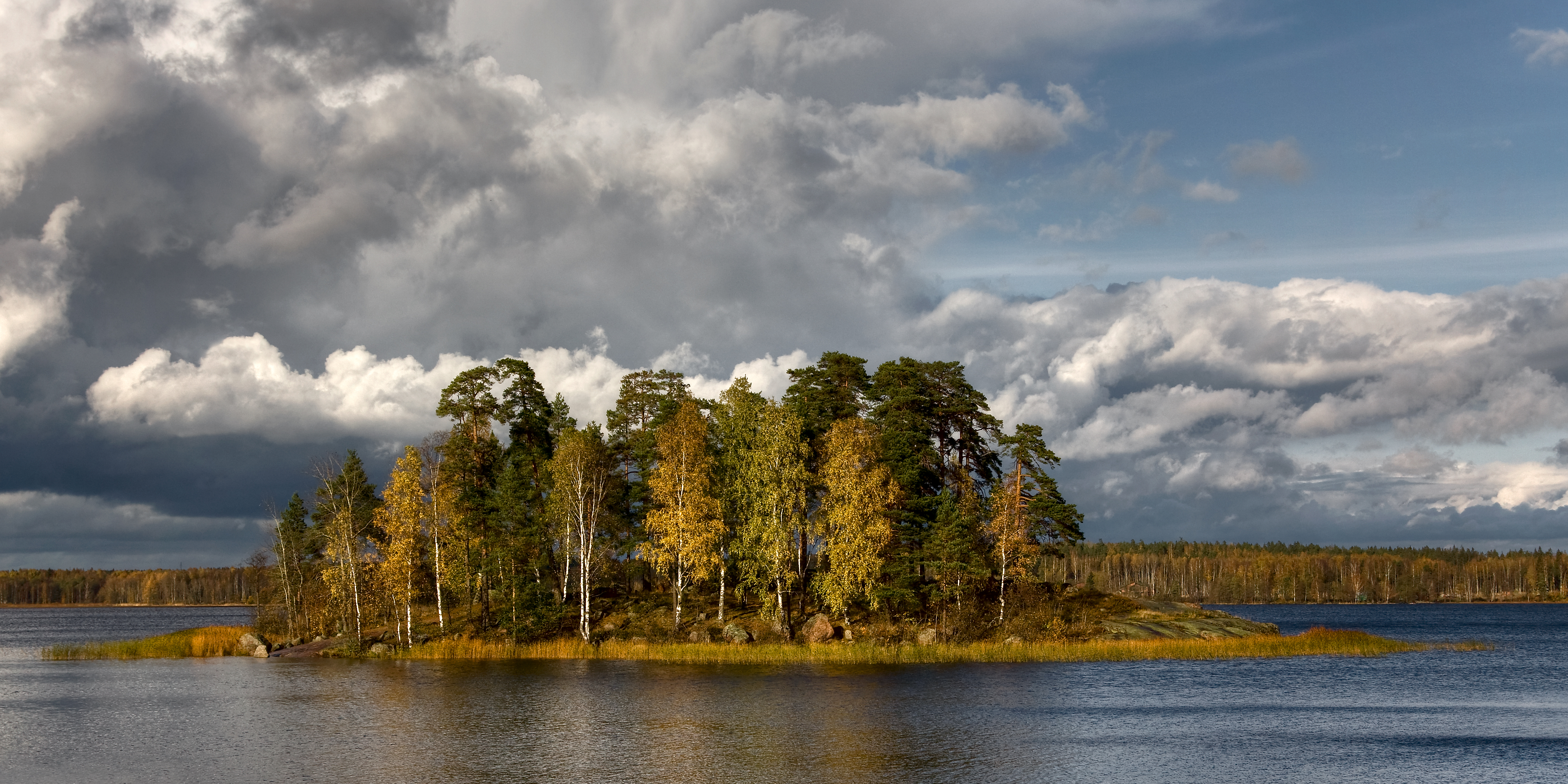
Monrepos im Herbst

Monrepos (russisch Монрепо/Monrepo; von französisch Mon repos; Mein Ruheplatz) ist ein nördlich der Altstadt Wyborgs in Russland gelegener Landschaftspark nahe der finnischen Grenze. Das Herrenhaus stammt aus dem frühen 19. Jahrhundert und gehörte von 1788 bis zum Zweiten Weltkrieg den Baronen von Nicolay.

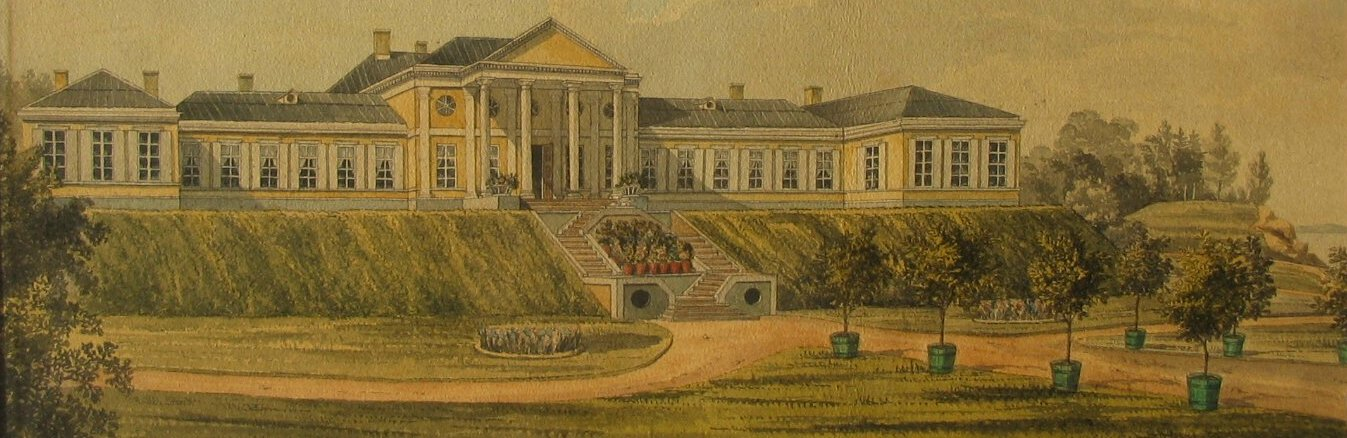
Herrenhaus um 1830

## Geographie
Der Park im Norden von Wyborg umfasst etwa 180 Hektar und befindet sich in einem Wald südlich eines Seitenarms der Wyborger Bucht. Das Gelände ist geprägt vom präkambrischen Wiborgit, der nach Wyborg benannt wurde und eine Varietät des als Naturwerkstein sehr bekannten Rapakiwi-Granits ist, sowie von darauf lagernden eiszeitlichen Bildungen. Reichhaltig ist die Flora und Fauna des Parks.

## Geschichte
Vor der Familie Nicolay war der Gouverneur von Wyborg der Besitzer, Friedrich Wilhelm Karl Prinz von Württemberg, der spätere König Friedrich I. von Württemberg. Ihm wird auch die Namensgebung des Guts zugeschrieben. 1788 verkaufte er Monrepos an Ludwig Heinrich von Nicolay, den Sekretär des jungen Paul I. Die Familie von Nicolay gestaltete den Park nach einem Plan von J.A. Martinelli und eigenen Vorstellungen um. Hierbei waren zahlreiche Künstler und berühmte Architekten, wie Auguste de Montferrand oder Pietro Gonzago tätig.
Das Herrenhaus ist heute das einzige noch erhaltene aus Holz gebaute klassische Gebäude in der ganzen Petersburger Region. Vergleichbar ist Stiftsgården, die ebenfalls aus Holz gebaute Residenz des norwegischen Königshauses in Trondheim. Monrepos hat durch den Zweiten Weltkrieg sehr gelitten und wird ständig restauriert. Die Bibliothek, Sammlungen, Kunstwerke und Handschriften befinden sich heute durch Schenkung und Kauf weitgehend im Besitz der Universität und des Museumsamts Helsinki.
Nachdem Prinz Friedrich Wilhelm Karl 1797 die Regierung in Württemberg angetreten hatte, ließ er seit 1801 ein nicht vollendetes Schlösschen am Eglosheimer See bei Ludwigsburg nach dem Vorbild seines ehemaligen finnischen Schlosses umbauen. Anstelle des barocken Gartens wurde ein englischer Landschaftspark angelegt, der eindeutig Monrepos bei Wyborg zum Vorbild hat. Nach der Fertigstellung des Anwesens gab ihm der nunmehrige württembergische Kurfürst auch denselben Namen: Seeschloss Monrepos.